# Lari (Włochy)
Lari – miejscowość i gmina we Włoszech, w regionie Toskania, w prowincji Piza.
Według danych na rok 2004 gminę zamieszkiwały 8084 osoby, 179,6 os./km².